# Alfie Stewart

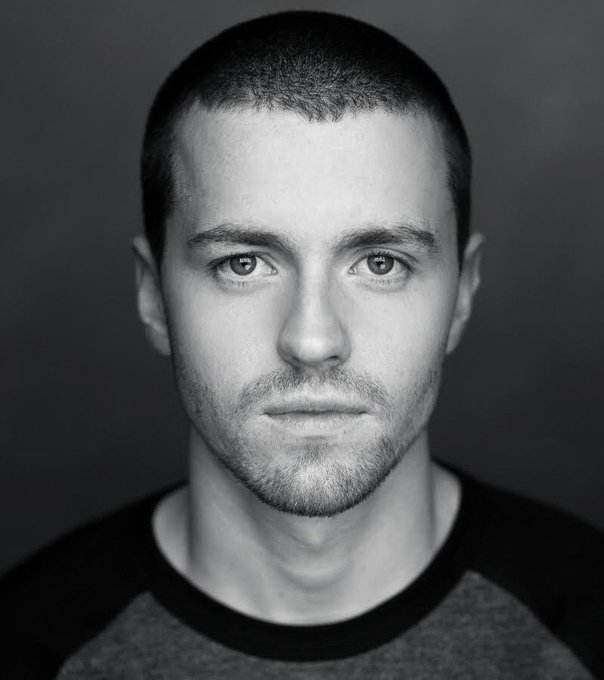
Alfie Stewart

Alfie Stewart (* 24. Dezember 1993 in Islington) ist ein britischer Filmschauspieler, der seit 2010 in Erscheinung tritt. 
Er hat ab 2011 in Sadie J, einer Fernsehserie der BBC, in 26 Folgen die Rolle des „Keith Woods“ gespielt. Im Drama Not Fade Away spielte er den jungen Keith Richards. 2014 spielte er „Stevie“ in The Knife that Killed me und 2015 „Teebs“ in The Throwaways. 2018 spielte er den Soldaten „Schwejk“ in The Good Soldier Schwejk und 2020 „Zorias Yunger“ in The Outpost.
Seit 2015 lädt er regelmäßig selbstgespielte Coversongs auf seinem YouTube-Kanal hoch.

## Filmographie (Auswahl)
- 2010: The Bill (Fernsehserie, 1 Folge)
- 2010, 2017: Casualty (Fernsehserie, 2 Folgen)
- 2011: Le Grand Esprit sauvetage
- 2011–2013: Sadie J (Fernsehserie, 26 Folgen)
- 2012: Not Fade Away
- 2012: Merlin (Merlin, Fernsehserie, 1 Folge)
- 2013: Southcliffe (Miniserie, 3 Folgen)
- 2013: Ripper Street (Fernsehserien, 1 Folge)
- 2013–2014: The Village (Fernsehserie, 2 Folgen)
- 2014: The Knife that Killed me
- 2014: Queen and Country
- 2015: The Throwaways
- 2016: Lucky Man (Fernsehserie, 2 Folgen)
- 2016: Suspects (Fernsehserie, 1 Folge)
- 2018: The Good Soldier Schwejk
- 2019: The Outpost – Überleben ist alles (The Outpost)